# Ethmolaimus maduei
Ethmolaimus maduei är en rundmaskart som beskrevs av Heinrich Micoletzky 1922. Ethmolaimus maduei ingår i släktet Ethmolaimus och familjen Chromadoridae. Inga underarter finns listade i Catalogue of Life.